# 許淑華 (1973年)
許淑華（1973年5月22日—），中華民國政治人物，民主進步黨新潮流系成員，現任臺北市議會議員、民進黨中央常務委員。出生於基隆市暖暖區，世新大學新聞系學士和傳播研究所碩士、國立臺北教育大學EMBA研究所碩士畢業、國立臺北藝術大學文化資產與藝術創新博士。連任多屆台北市議員，2020年、2024年兩度參選立法委員落敗。
除議員職務外亦兼任多職，包括女子運動協會理事長、社團法人臺灣關懷交流協會理事長、防止虐待動物協會台灣分會顧問、臺北市防癌協會顧問、臺灣區彰化同鄉會全國總會副秘書長；亦曾擔任國際婦女總會和平大使、台灣青年智庫顧問等。

## 早年
許淑華求學時期於世新大學新聞系、傳播所碩士、國立台北教育大學文化創意產業經營學系碩士、國立臺北藝術大學文化資產與藝術創新博士班畢業。

## 從政
曾為立委蕭美琴服務處主任、立委段宜康國會辦公室主任等。2006年參選第10屆臺北市議員選舉，以『女刺客兵團』之姿當選第三選區松山區、信義區議員，選舉過程中遭到指控賄選，最後臺灣高等法院判定無罪。
2010年後爭取連任，曾發生廣告看板胸前凸起與遭人拍臀等選舉花絮，選舉結果以第三高票順利連任第11屆臺北市議員。
2020年中華民國立法委員選舉時，時代力量未跟民進黨溝通就先提出陳雨凡參選臺北市第七選舉區（信義、南松山），令基層反彈。許淑華受訪時回應「黨若認為我最能凝聚基層力量，我會全力以赴。」並稱走訪基層傾聽不少支持者時，他們並不熟悉陳雨凡。
2019年9月27日，陳雨凡自行宣布退選，支持許淑華選立委，共同拉下費鴻泰；陳雨凡因此遭到時代力量黨內質疑，進而於10月4日宣布退黨。
2020年，許淑華敗給中國國民黨立委費鴻泰，無緣進軍國會。
2024年，許淑華再次參選臺北市第七選舉區立委，敗給國民黨的徐巧芯。

## 政策立場
- 2012年4月，許淑華揭露臺北市政府警察局13億元設置上萬支監視器，近四分之一晚上畫面看不清[12]。呼籲台北市立聯合醫院當領頭羊，提高護理人員夜班費、將輪班制改成固定班，以及加聘兼職護理人員[13]。

- 2012年9月，許淑華、秦儷舫與何志偉要求交工處，應開放機車可直接左轉重慶南路，或增設機車待轉區[14][15]。2012年10月，揭露台北市34萬老人，爬梯機租借卻僅有1台。其他議員建議十二行政區至少各增一台，方便民眾就近使用[16]。

- 2019年2月，許淑華因過去曾阻擋編列杜鵑花特別預算，遭柯文哲用不雅字眼羞辱，質疑市政建設被當成政治議題操作杯葛。許淑華認為台北市工務局公園處長黃立遠做法不妥，當時每年都有約1億3,000萬元花卉採購費，不應另編連續性的特別預算處理[17]。

## 言論與其他
- 2022年6月13日，中华人民共和国以檢出禁用藥物為由，宣布6月13日起對台灣下「石斑魚禁令」[18][19]。許淑華直指前總統馬英九是「元兇」，馬前總統與中國合作設下的ECFA（海峽兩岸經濟合作架構協議）是陷阱[20]。馬英九則回擊，「蔡英文政府都執政6年了，怎麼不把ECFA廢掉？」[21]

## 選舉紀錄
| 年度 | 選舉屆數               | 選舉區           | 所屬政黨   | 得票數 | 得票率 | 當選標記 | 備註   |
| ---- | ---------------------- | ---------------- | ---------- | ------ | ------ | -------- | ------ |
| 2006 | 第十屆臺北市議員選舉   | 臺北市第三選舉區 | 民主進步黨 | 23,411 | 11.05% |          | [ 22 ] |
| 2010 | 第十一屆臺北市議員選舉 | 臺北市第三選舉區 | 民主進步黨 | 21,182 | 9.09%  | [ 23 ]   |        |
| 2014 | 第十二屆臺北市議員選舉 | 臺北市第三選舉區 | 民主進步黨 | 27,332 | 11.36% | [ 24 ]   |        |
| 2018 | 第十三屆臺北市議員選舉 | 臺北市第三選舉區 | 民主進步黨 | 16,900 | 7.57%  | [ 25 ]   |        |
| 2020 | 第十屆立法委員選舉     | 臺北市第七選舉區 | 民主進步黨 | 79,057 | 43.00% |          | [ 26 ] |
| 2022 | 第十四屆臺北市議員選舉 | 臺北市第三選舉區 | 民主進步黨 | 20,539 | 9.61%  |          | [ 27 ] |
| 2024 | 第十一屆立法委員選舉   | 臺北市第七選舉區 | 民主進步黨 | 76,113 | 44.64% |          |        |

## 軼事
- 早期因面貌與臺北101前董事長陳敏薰相似，常有人稱為「小陳敏薰」[28]，跑社區行程時，主持人多以「漂亮寶貝」稱之[29]。

## 外部連結
- 許淑華的Facebook專頁
- 許淑華粉絲專頁 （页面存档备份，存于）
- 許淑華的Instagram帳戶
- YouTube上的臺北市議員許淑華頻道